# 鄭昆吉
鄭昆吉（1942年8月29日—2002年12月14日），台灣棒球教練。

## 經歷
- 台南市南英商工青棒隊
- 台灣電力棒球隊
- 台灣電力棒球隊總教練
- 中華棒協國際裁判
- 中華成棒培訓隊教練（專任）
- 統一棒球隊總教練（業餘）
- 中華職棒統一獅隊總教練[1]
- 中華職棒味全龍隊教練
- 中華職棒統一獅隊領隊
- 慈濟終身義工

## 外部連結
- 鄭昆吉在台灣棒球維基館上的頁面（繁體中文）